# Dubai Festival City

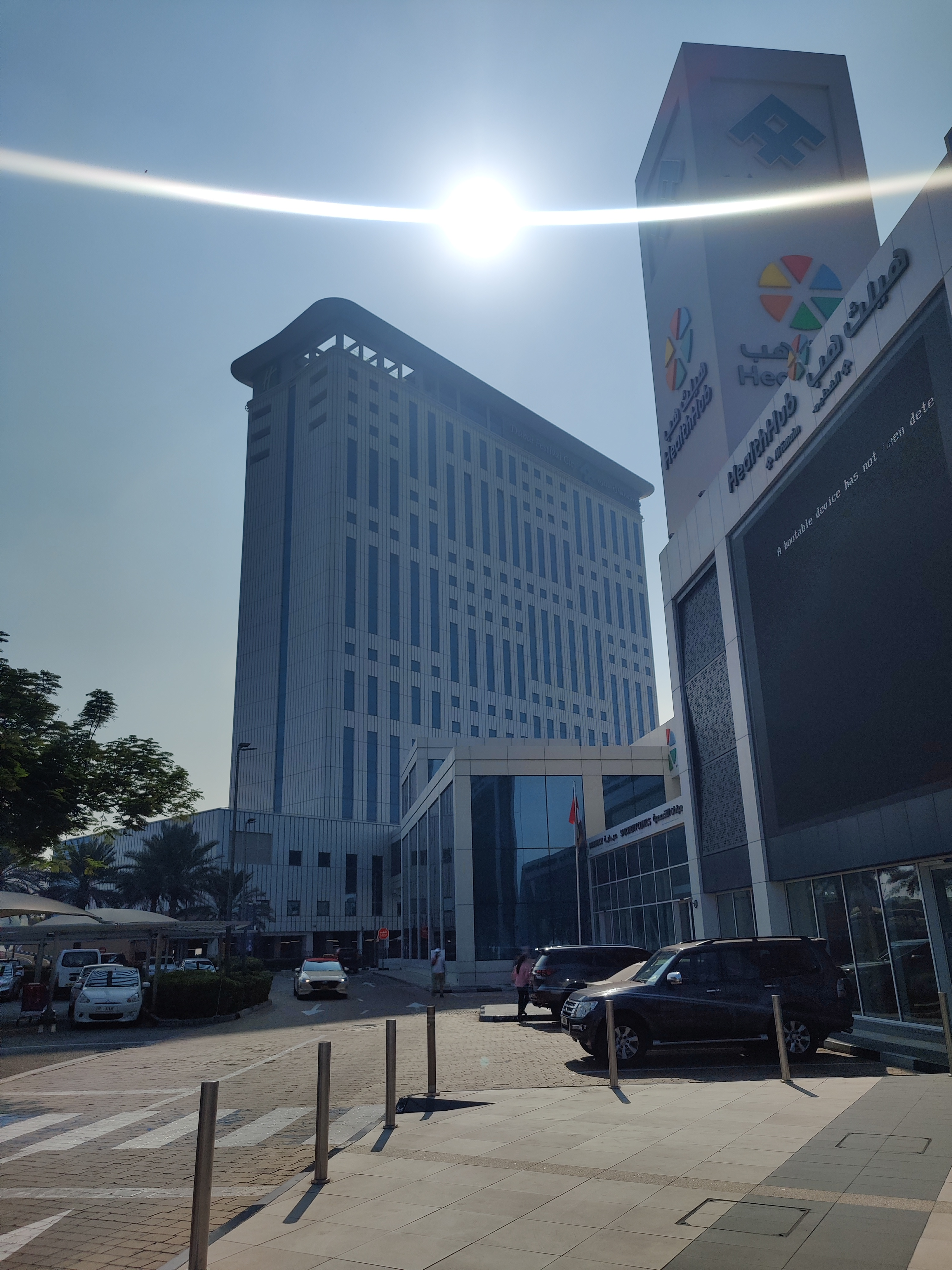
Festival de Dubai

Dubai Festival City es un centro residencial, de negocios y entretenimiento en la ciudad de Dubái.
Cuenta con las cadenas hoteleras InterContinental Hotels Group y el Starwood Hotels & Resorts Worldwide. También cuenta con numerosas comunidades residenciales, escuelas, centros comerciales, etc.